# Трјавна
Трјавна (буг. Трявна) град је у Републици Бугарској, у средишњем делу земље, седиште истоимене општине Трјавна у оквиру Габровске области.
Трјавна је позната по добро очуваном старом градском језгру у традиционалном балканском стилу.

## Географија
Положај: Трјавна се налази у средишњем делу Бугарске. Од престонице Софије град је удаљен 230 km североисточно, а од обласног средишта, Габрова град је удаљен 20 km источно.
Рељеф: Област Трјавне се налази у средишњем делу планинког подручја Старе планине. Град се сместио у планинском подручју, у невеликој долини истоимене реке, на приближно 430 m надморске висине.
Клима: Клима у Трјавни је континентална.
Воде: Кроз Трјавну протиче истоимена река Трјавна горњим делом свог тока.

## Историја
Област Трјавне је првобитно било насељено Трачанима, а после њих овом облашћу владају стари Рим и Византија. Јужни Словени ово подручеје насељавају у 7. веку. Од 9. века до 1373. године област је била у саставу средњовековне Бугарске.
Крајем 14. века област Трјавне је пала под власт Османлија, који владају облашћу 5 векова.
Трјавна и њено становништво су 19. веку имали важну улогу у бугарском народном препороду и оснивању савремене Бугарске. 1878. године град је постао део савремене бугарске државе. Насеље постоје убрзо средиште окупљања за села у околини, са више јавних установа и трговиштем.

## Становништво
По проценама из 2007. године Трјавна је имала око 10.000 становника. Огромна већина градског становништва су етнички Бугари. Остатак су махом Роми. Последњих деценија град губи становништво због удаљености од главних токова развоја у земљи.
Претежан вероисповест месног становништва је православна.

## Партнерски градови
- Brienz
- Agros
- Шкофја Лока
- Sesimbra
- Сирет
- Marsaskala
- Пријенај
- Звољен
- Тјури
- Сушице
- Сигулда
- Кесег
- Хојна
- Јуденбург
- Окселесунд
- Karkkila
- Sherborne
- Превеза
- Niederanven
- Meerssen
- Houffalize
- Холстебро
- Гранвил
- Bundoran
- Белађо
- Бад Кецтинг
- Алтеа

## Галерија
- Градски часовник
- Црква у балканском стилу
- Стари мост
- Новоградња са ослонцем на традицију